# 加賀龍
加賀龍（學名：Kagasaurus）是獸腳亞目恐龍的一屬，生存於下白堊紀的日本。加賀龍是在1988年由Hisa首次提及，但是其化石只有兩顆牙齒。由於加賀龍從未被正式研究敘述、命名，目前被認為是無資格名稱。加賀龍與北谷龍（Kitadanisaurus）及胜山龍不同，並非福井盜龍的異名，有可能是屬於馳龍科。

## 外部連結
- 加賀龍及福井盜龍的評論（页面存档备份，存于）
- 加賀龍（页面存档备份，存于）